# Euchalcia albavitta
Euchalcia albavitta là một loài bướm đêm trong họ Noctuidae.